# ゴスモグ (第三紀)
ゴスモグ（Gothmog）は、J・R・R・トールキンの中つ国を舞台とした小説、『指輪物語』の登場人物。同名の人物に、第一紀に猛威を振るったバルログの大将がいる。

## 人物
ミナス・モルグルの副官。アングマールの魔王がエオウィンとメリアドクに滅ぼされた後、ペレンノール野の合戦でモルグル軍を指揮した。これが原作での唯一の記述であり、その後の運命についての記述はないが、ミナス・ティリスの門前で戦った他のサウロンの下僕らと同様、一掃されたと思われる。
ゴスモグについては、どの種族なのかなどほとんど何もわかっていない。

## 映画
ピーター・ジャクソン監督の映画版『ロード・オブ・ザ・リング/王の帰還』では、ゴスモグは顔半分が潰れたような豚に似た顔と隻腕が特徴。オークの首領で、剣やメイスを武器に戦う。俳優のローレンス・マコールが演じた（ちなみに『ロード・オブ・ザ・リング/旅の仲間』でボロミアを殺してアラゴルンと対決したウルク＝ハイの首領・ラーツも同俳優が演じている）。
劇場公開版では、ローハン軍の進撃にたじろぐシーンの後は登場せず、明確な生死は原作同様不明だったが、スペシャル・エクステンディド・エディションでは戦闘シーンが追加、剣を抜きエオウィンと戦うも左足を斬られ負傷する。その後、左足を引きずりながらも戦場に落ちていたメイスを手に、アングマールの魔王との決戦で深手を負ったエオウィンを再び殺そうとするが、駆けつけたアラゴルンに剣で胸を貫かれ絶命した。
外見が映画『グーニーズ』に登場するスロースに酷似することは、公開当時から話題になった。またゴスモグのデザインが、ジャクソンのデビュー映画『バッド・テイスト』のエイリアンの指揮官（Lord Crumb）に似ているのは、意図的なものであるとも言われている。